# Самець (притока Ушиці)
Самець — річка в Україні, у Зіньківській сільській та Віньковецькій селищній громадах Хмельницького району Хмельницької області. Ліва притока Ушиці (басейн Дністра).

## Опис
Довжина річки 13 км, похил річки — 8 м/км. Площа басейну 50 км².

## Розташування
Бере початок у Петрашівці. Тече переважно на південний захід через Пирогівку, Станіславівку і впадає у річку Ушицю, ліву притоку Дністра. 
Річку перетинає автошлях Т 2315.